# Parigny (Loire)
Parigny település Franciaországban, Loire megyében. Lakosainak száma 627 fő (2022. január 1.). Parigny Le Coteau, Commelle-Vernay, Notre-Dame-de-Boisset, Saint-Cyr-de-Favières és Saint-Vincent-de-Boisset községekkel határos.

## Népesség
A település népességének változása:
| Lakosok száma | 280  | 469  | 503  | 545  | 606  | 597  | 609  | 624  | 631  | 627  |
|               | 1968 | 1982 | 1990 | 2006 | 2013 | 2015 | 2017 | 2019 | 2020 | 2022 |